# Luis Enrique Yarur
Luis Enrique Yarur Rey (Santiago, 18 de diciembre de 1950) es un abogado y empresario chileno, controlador y expresidente del Banco de Crédito e Inversiones (BCI). Es vicepresidente de la Asociación de Bancos e Instituciones Financieras (ABIF).
Sus inversiones las controla a través del holding Empresas Juan Yarur S.A.C., que posee el 55,36% de Banco de Crédito e Inversiones (BCI), el que fuera fundado por su abuelo Juan Yarur Lolas en 1937.
A abril de 2021, la revista Forbes le estimaba un patrimonio de US$ 1.300 millones.

## Biografía
Nace en Santiago de Chile, el 18 de diciembre de 1950; sus padres fueron Carlos Yarur Banna, de origen palestino, y María Luis Rey González.
Está casado con Ane Miren Arrasate con quien tienen nueve hijos.

## Formación
Exalumno del Colegio del Verbo Divino, estudio Derecho en la Pontificia Universidad Católica y terminó su profesión en la Universidad de Navarra, España. Realizó un máster en Administración de Empresas en la escuela de negocios de la misma universidad, el IESE Business School de Barcelona.

## Trayectoria empresarial
Retornado de sus estudios en Europa, en 1975 su tío Jorge Yarur Banna lo llamó para que se integrara al BCI. Su primera tarea fue como asesor económico, hasta que en 1980 cuando fue designado gerente general y en 1991, a la muerte de su tío asumiera como presidente.
A fines de 1994, los hermanos Yarur Rey, a través de la sociedad familiar "Empresas Juan Yarur", firmaron un nuevo pacto de accionistas y compraron las acciones de los descendientes de Yarur Banna, tomando el control del BCI. Desde esa fecha los Yarur Rey expandieron el banco hasta ubicarlo entre los más grandes del sistema, con un valor bursátil de US$7.700 millones; en 2007 compraron las farmacias Salcobrand y desde hace varios años participan en la Viña Morandé y Carnes Ñuble.
Fue presidente de Empresas Juan Yarur S.A.C.; Primer vicepresidente de la Asociación de Bancos e Instituciones Financieras A.G.; miembro del Consejo Asesor Empresarial del Centro de Estudios Superiores de la Empresa de la Universidad de los Andes (ESE); Director Bci Seguros de Vida S.A. y de Bci Seguros Generales S.A.; Presidente Empresas Jordan S.A.; Presidente Salcobrand S.A.; Vicepresidente Viña Morandé S.A. y Director del Banco de Crédito del Perú.
El 3 de diciembre de 2024, Yarur anunció su renuncia a la presidencia del directorio del BCI y del holding que preside, efectiva a partir de 31 de diciembre. Lo sucedieron en el puesto, a partir del 1 de enero de 2025 sus hijos Ignacio y Diego Yarur, en la presidencia de Bci y Empresas Juan Yarur, respectivamente.

## Controversias
- Declaró como imputado el 13 de enero de 2016 ante la Fiscalía en el marco del Caso Penta por el financiamiento ilegal de la política.[10]
- A través de Salcobrand fueron vinculados al caso de la colusión de precios en farmacias chilenas.[11]
- En 2016 fue vinculado con la filtración de documentos de Panama Papers.[12]